# Snooker op de Paralympische Zomerspelen 1988
Op de VIIIe Paralympische Spelen die in 1988 werden gehouden in het Zuid-Koreaanse Seoel was snooker een van de 18 sporten die werd beoefend tijdens deze spelen. Snooker stond deze keer definitief voor het laatst op het programma.

## Mannen
| Klasse | land | Goud         | land | Zilver        | land | Brons       |
| ------ | ---- | ------------ | ---- | ------------- | ---- | ----------- |
| open   | GBR  | Mike Langley | IRL  | Michael White | GBR  | Maurice Job |

Atletiek · Bankdrukken · Basketbal · Boogschieten · Boccia · CP-voetbal · Gewichtheffen · Goalball · Judo · Koersbal · Schermen · Schietsport · Snooker · Tafeltennis · Tennis · Volleybal · Wielersport · Zwemmen
Rome 1960 ·
Tokio 1964 ·
Tel Aviv 1968 ·
Heidelberg 1972 ·
Toronto 1976 ·
New York & Stoke Mandeville 1984 ·
Seoel 1988